# Braunsia longicoxa
Braunsia longicoxa är en stekelart som beskrevs av Bhat och Gupta 1977. Braunsia longicoxa ingår i släktet Braunsia och familjen bracksteklar. Inga underarter finns listade.